# Xutador (futbol americà)

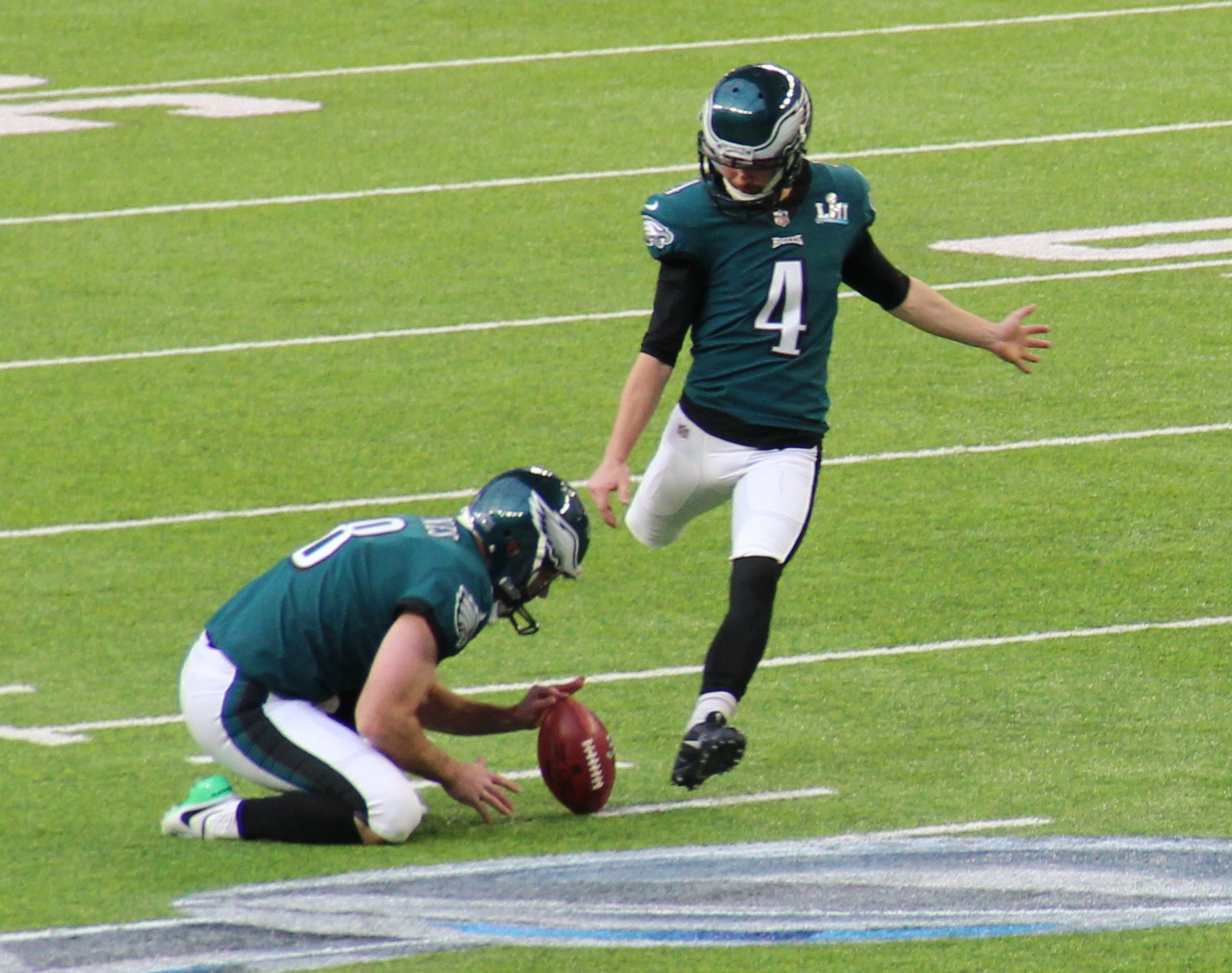
El xutador Jake Elliott ha punt de xutar.

El xutador, en anglès kicker (K) o placekicker (PK), és un tipus de jugador especial de futbol americà.
El xutador és l'encarregat de xutar els xuts a pals, els punts addicionals i els xuts inicials.
La seva funció és, ajudat pel col·locador, aconseguir que la pilota passi per sobre del pal horitzontal, i entre els verticals, de la porteria. En els xuts inicials la seva funció és enviar la pilota el més lluny possible.
De vegades s'intercanvien les funciones amb el xutador d'allunyament, i també amb el col·locador. Als equips profesionals (NFL), existeixen totes aquestes posicions, però en categories inferiors no és inusual que un parell de persones s'encarreguin de tot.